# DDR3

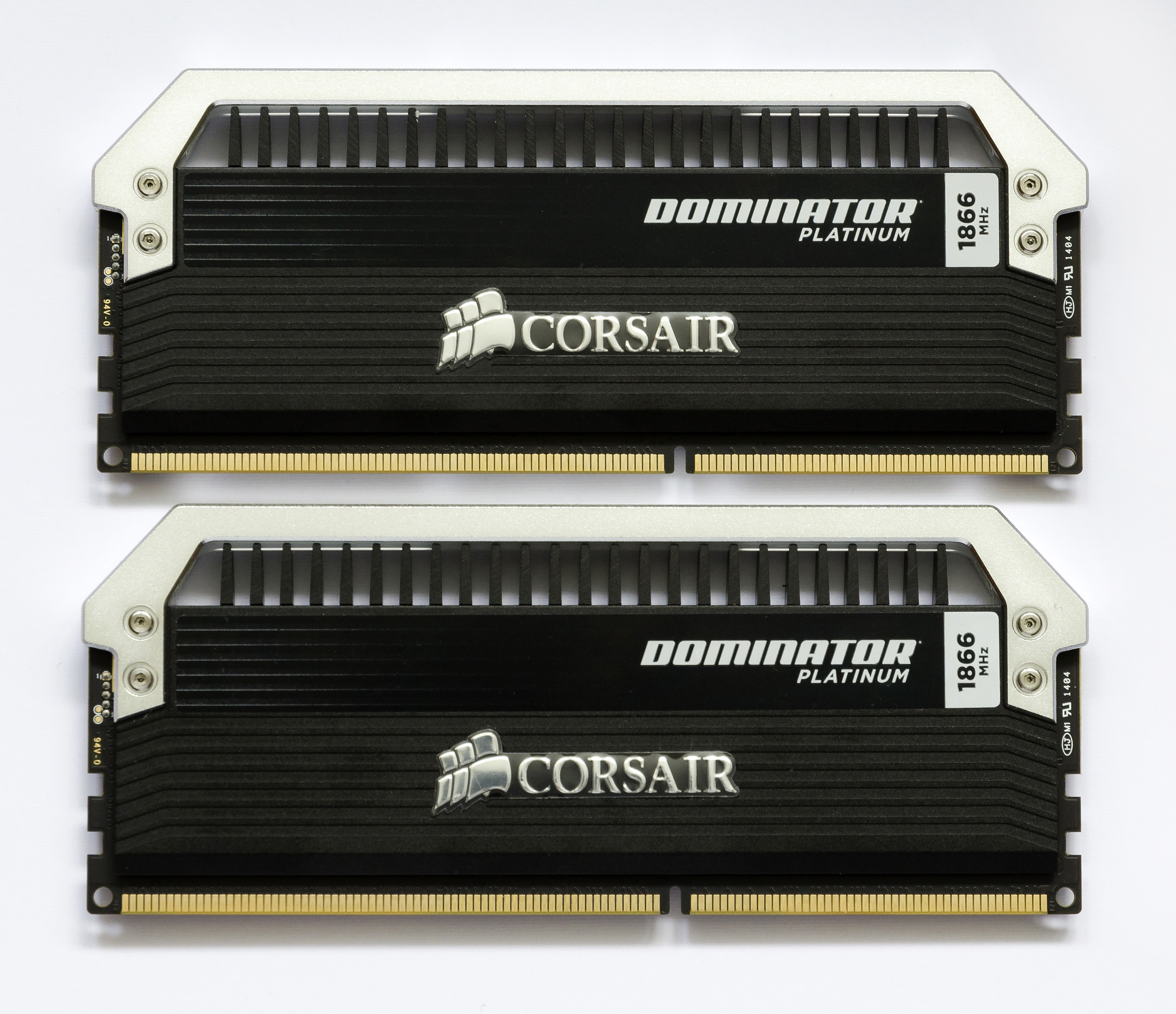
Dwa moduły pamięci DDR3

Porównanie modułów pamięci w komputerach stacjonarnych (DIMM)

Porównanie modułów pamięci w komputerach przenośnych (SO-DIMM)

DDR3 SDRAM (ang. Double Data Rate Synchronous Dynamic Random Access Memory (version 3)) – standard pamięci RAM typu SDRAM, będący rozwinięciem pamięci DDR i DDR2, stosowanych w komputerach jako pamięć operacyjna. Standard jest zdefiniowany w dokumencie „JEDEC Standard No. 79-3E”.
Pamięć DDR3 wykonywana jest w technologii 90 nm lub mniejszej, co umożliwia zastosowanie niższego napięcia (1,5 V w porównaniu z 1,8 V dla DDR2 i 2,5 V dla DDR). Dzięki temu pamięć DDR3 charakteryzuje się zmniejszonym poborem mocy o około 40% w stosunku do pamięci DDR2 oraz większą przepustowością w porównaniu do DDR2 i DDR. Istnieją także niskonapięciowe moduły DDR3L zasilane napięciem 1,35 V oraz DDR3U zasilane napięciem 1,2 V zdefiniowane w dokumentach „JEDEC Standard No. 79-3-1A.01” (DDR3L) oraz „JEDEC Standard No. 79-3-2” (DDR3U). 
Pamięci DDR3 nie są kompatybilne wstecz, tzn. nie współpracują z chipsetami obsługującymi DDR i DDR2. Moduły z pamięcią DIMM DDR3 mają przesunięte wcięcie w prawą stronę w stosunku do modułów DIMM DDR2.
Obsługa pamięci DDR3 przez procesory została wprowadzona w 2007 roku w chipsetach płyt głównych przeznaczonych dla procesorów Intel oraz w 2009 roku w procesorach firmy AMD.
Pamięci DDR3 występują w modułach o pojemności od 512 MB do 32 GB.

## Moduły DDR3
- PC3-6400 (DDR3-800) o przepustowości 6,4 GB/s,
- PC3-8500 (DDR3-1066) o przepustowości 8,5 GB/s,
- PC3-10600 (DDR3-1333) o przepustowości 10,6 GB/s,
- PC3-12800 (DDR3-1600) o przepustowości 12,8 GB/s,
- PC3-15000 (DDR3-1866) o przepustowości 15 GB/s,
- PC3-16000 (DDR3-2000) o przepustowości 16 GB/s
- PC3-17000 (DDR3-2133) o przepustowości 17 GB/s
- PC3-19200 (DDR3-2400) o przepustowości 19,2 GB/s

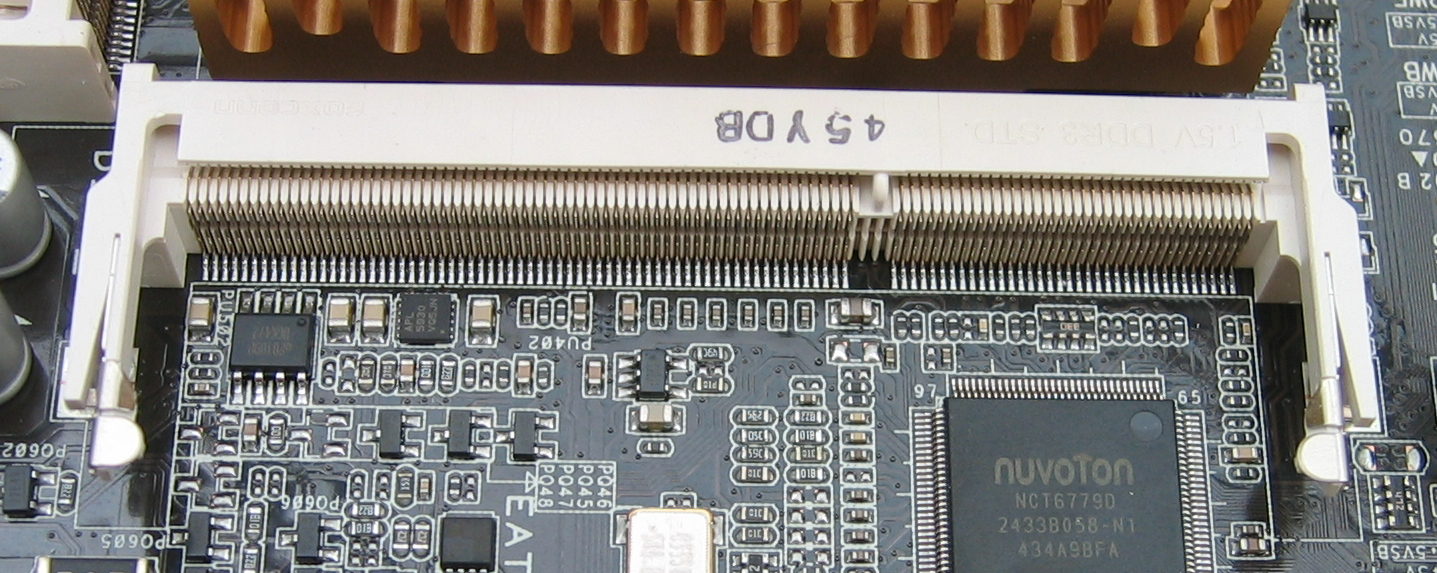
Slot na pamięć DDR3l w laptopie

## Zalety w stosunku do DDR2
- większa przepustowość przy niższym napięciu
- mniejszy pobór prądu o 40%
- koszt pamięci DDR3 jest niższy od pamięci DDR2 o około 63%.

## Wady w stosunku do DDR2
Pozorną wadą są większe opóźnienia (timingi). Opóźnienia wyrażone w taktach są większe, jednak w związku z większą częstotliwością rzeczywiste czasy opóźnień są porównywalne a często mniejsze niż dla DDR2.

## DDR3L - niskonapięciowe pamięci DDR3
W 2010 roku JEDEC upubliczniła specyfikację pamięci DDR3L, która jest częścią standardu pamięci DDR3. Pamięci ram DDR3 low voltage mają niższe napięcie zasilania z 1,5 V na 1,35 V co skutkuje mniejszym zużyciem energii o 10%. Pamięci DDR3L są wstecznie kompatybilne z DDR3, jednakże nie każda płyta główna zgodna z pamięciami DDR3 pozwoli pracować modułom DDR3L przy znamionowym napięciu 1,35 V.